# Typhlops pachyrhinus
Espèce
Typhlops pachyrhinus est une espèce de serpents de la famille des Typhlopidae. 

## Répartition
Cette espèce est endémique de la province de Pinar del Río à Cuba.

## Publication originale
- Dominguez & Diaz, 2011 : Taxonomy of the Blind Snakes Associated with Typhlops lumbricalis (Linnaeus, 1758) (Scolecophidia, Typhlopidae) from the Bahamas Islands and Cuba. Herpetologica, vol. 67, no 2, p. 194-211.